# Дуччо ди Буонинсенья
Дуччо ди Буонинсенья (итал. Duccio di Buoninsegna; ок. 1255, Сиена, Тоскана — 1319, Сиена) — живописец итальянского проторенессанса, один из основоположников сиенской школы живописи. Учитель другого известного сиенского живописца Симоне Мартини и, возможно, Уголино ди Нерио (Уголино да Сиена).

## Биография
Дуччо, сын Буонинсеньи, родился, вероятно, в середине XIII века, около 1255 года. Первое упоминание о Дуччо в архивных документах Сиены относится к 1278 году. Оно связано с заказом таволетта для Биккерны (сиенского казначейства). Документ позволил историкам вычислить примерную дату рождения художника, поскольку работа могла быть поручена только мастеру, достигшему зрелого возраста. Таким образом, дата рождения Дуччо была отнесена к 1255-1260-м годам. Биккерна заказывала ему роспись таволетта девять раз, с 1278 по 1295 год. Однако эти заказы не давали большого дохода. Гораздо больше средств приносили алтарные картины с изображением Мадонны, покровительницы города, вокруг которой в Сиене после битвы при Монтаперти возник местный культ.
Согласно теории, выдвинутой в 1948 году Роберто Лонги и поддерживаемой ныне большинством учёных, Дуччо учился у Чимабуэ, поскольку примерно с 1270 по 1280 год был в его артели, работавшей над фресками в Верхней церкви базилики Сан-Франческо в Ассизи.
Несмотря на то, что Дуччо жил в XIII веке, о нём осталось немало сведений. Из документов следует, что художник был очень независимым и темпераментным человеком, а за изысканностью и элегантностью его творений скрывался мятежный дух. Любое проявление власти вызывало у него протест. Первый из его многочисленных конфликтов с властями Сиены произошёл в 1280 году. Суть конфликта в документах не освещена, но большая сумма штрафа, которую Дуччо пришлось заплатить — 100 лир, свидетельствует о том, что это было нечто весьма серьёзное.
Первая работа Дуччо, сохранившаяся до наших дней, — это так называемая «Мадонна Гуалино», которая ныне находится в Галерее Сабауда в Турине (первоначальное происхождение неизвестно). Картина была написана в период 1280—1283 годов и выполнена в стиле, схожем с манерой Чимабуэ, настолько, что картину долгое время приписывали флорентийскому мастеру, а не Дуччо. Панель действительно напоминает «Маэсту» Чимабуэ по ярко выраженным византийским мотивам и отсутствию готических черт, по соматическим особенностям Мадонны, по одежде Младенца и по использованию Светотеньсветотени. Эта связь с искусством Чимабуэ, которая будет очевидна даже в более поздних работах, хотя и постепенно стирается, привела к убеждению, что между старшим Чимабуэ и младшим Дуччо существовали отношения учителя и ученика. Однако уже в этой первой юношеской работе Дуччо появляются новые элементы: хроматическое богатство, приводящее к цветам, не принадлежащим флорентийскому репертуару (таким как розовый цвет одеяния Младенца, бордовый цвет мафория Мадонны и синий цвет суппеданеума), шерстяной моток византийских хризографий платья Марии.
Ощутив первые лучи славы и почувствовав некоторую защищённость, связанную с положением популярного художника, Дуччо вёл себя довольно дерзко. В те времена войны были очень частыми, а Дуччо, например, в 1289 году отказался принять клятву на верность командиру милиции (народного ополчения). В 1302 году он отказался участвовать в военных действиях в Маремме, за что был оштрафован на 18 лир и 10 сольди. 22 декабря того же года он был вновь оштрафован, правда на сей раз уже за занятия магией. Впрочем, эти занятия в то время не рассматривались как большое преступление, и штраф составил всего пять сольди.
Согласно документам, в 1292 году художник имел дом в Кампореджо, недалеко от церкви Сант-Антонио в Фонтебранде, который ранее принадлежал Буонинсенье, его отцу, а также владел полями и виноградниками в сельской местности. В 1313 году он приобрёл дом в сиенском квартале Сталлореджи, в котором жил и держал мастерскую. Однако, судя по количеству штрафов, наложенных за неуплату налогов, Дуччо не умел грамотно распоряжаться деньгами.
Художник часто конфликтовал с властями, однако те сумели оценить его талант, и, несмотря на все проблемы, он смог сделать блестящую карьеру.
Запись в документах от 3 августа 1319 года упоминает о кончине Дуччо. В тексте сообщается, что сер Раньеро ди Бернардо произвёл официальную церемонию вступления детей и жены Дуччо, Тавианы, в права наследования. Из семерых детей Дуччо только двое — Гальгано и Амброджо — занялись живописью. Однако никаких упоминаний об их творчестве и выполненных ими заказах не сохранилось. Зато след в истории искусства оставил его племянник — Сенья ди Бонавентура, сын брата Дуччо, Бонавентуры, а также сыновья Сеньи — Франческо и Никколо ди Сенья, которые тоже были художниками.

## Творчество
Основная черта искусства Дуччо ди Буонинсенья заключается в обновлении художественного языка, выходящего за пределы традиционной византийской иконописи, которая доминировала в его время в искусстве Сиены. Византийский компонент, связанный, в частности, с более поздней культурой периода Палеологов, а также заметное влияние Чимабуэ, к которому он добавил элементы интернациональной готики, мягкие линии и изысканную хроматическую гамму, составляют специфику творческого метода художника.
Со временем стиль Дуччо достигал результатов все большей естественности и мягкости, а также мог обновляться благодаря нововведениям Джотто, таким как передача светотени в зависимости от одного или нескольких источников света, объёмность фигур и драпировок, а также использование отдельных элементов геометрической перспективы. Его шедевр «Маэста» в Сиенском соборе является знаковым произведением итальянского искусства XIV века.
Вторая половина XIII века была в Сиене временем обновления в искусстве. Этому процессу способствовало множество факторов: наличие скульптуры Никколо и Джованни Пизано, произведения Арнольфо ди Камбио, и сами художники, которые не испытывая колебаний отправлялись во Францию, чтобы на месте освоить готические новации. Готический стиль большой алтарной картины «Маэста» неоднократно подталкивал учёных к мысли, что Дуччо тоже мог побывать во Франции. В качестве доказательства такой версии приводились следующие аргументы: сведения о Дуччо полностью отсутствуют в архивных документах Сиены в последние несколько лет XIII века; примерно в это же время в парижских архивах зафиксировано проживание на Рю де Прешер некоего «Duch de Siene» или «Duch le lombart». Однако это остаётся лишь предположением.
Подписанным самим Дуччо является только одно произведение — большая «Маэста» из сиенского собора. Кроме этого не вызывает сомнений атрибуция ещё нескольких работ. Это небольшая «Маэста» (Музей искусства, Берн), «Францисканская Мадонна» (Пинакотека, Сиена), «Мадонна с Младенцем», известная как «Мадонна Строганова» (Метрополитен-музей, Нью-Йорк), «Мадонна с Младенцем и шестью ангелами» (Национальная галерея Умбрии, Перуджа), и небольшой «Триптих № 566» (Лондонская Национальная галерея). Кроме названных, практически бесспорных работ Дуччо, ему приписывают «Полиптих № 47» (Пинакотека, Сиена). Существует ещё несколько произведений, которые приписывают либо мастерской Дуччо, либо его сотрудничеству с иными мастерами, например, «Мадонна с Младенцем.(№ 593)» (Пинакотека, Сиена), которую по мнению экспертов он написал совместно с Мастером Бадиа а Изола. Большинство сотрудников его мастерской не оставили своих имён.
Считается, что самый ранний период Дуччо, до «Мадонны Ручеллаи», был особенно лиричным, и что в это время он написал одну из своих самых изысканных мадонн — «Мадонну Креволе», которую рассматривают как самое раннее его произведение. На первый взгляд «Мадонна Креволе» выглядит обычной византийской иконой; соблюдены все привычные нормы: красный мафорий на голове, тонко прорисованные руки, типичный «византийский» нос, складки одежды, отделанные золотой ассисткой. Однако подчёркнутая игра света на лике Мадонны, нетипичный жест Младенца и присутствие тонко выписанных «французских» ангелов в углах картины свидетельствуют о том, что это уже не византийская икона, а произведение итальянского проторенессанса.

## Главное произведение: «Маэста»

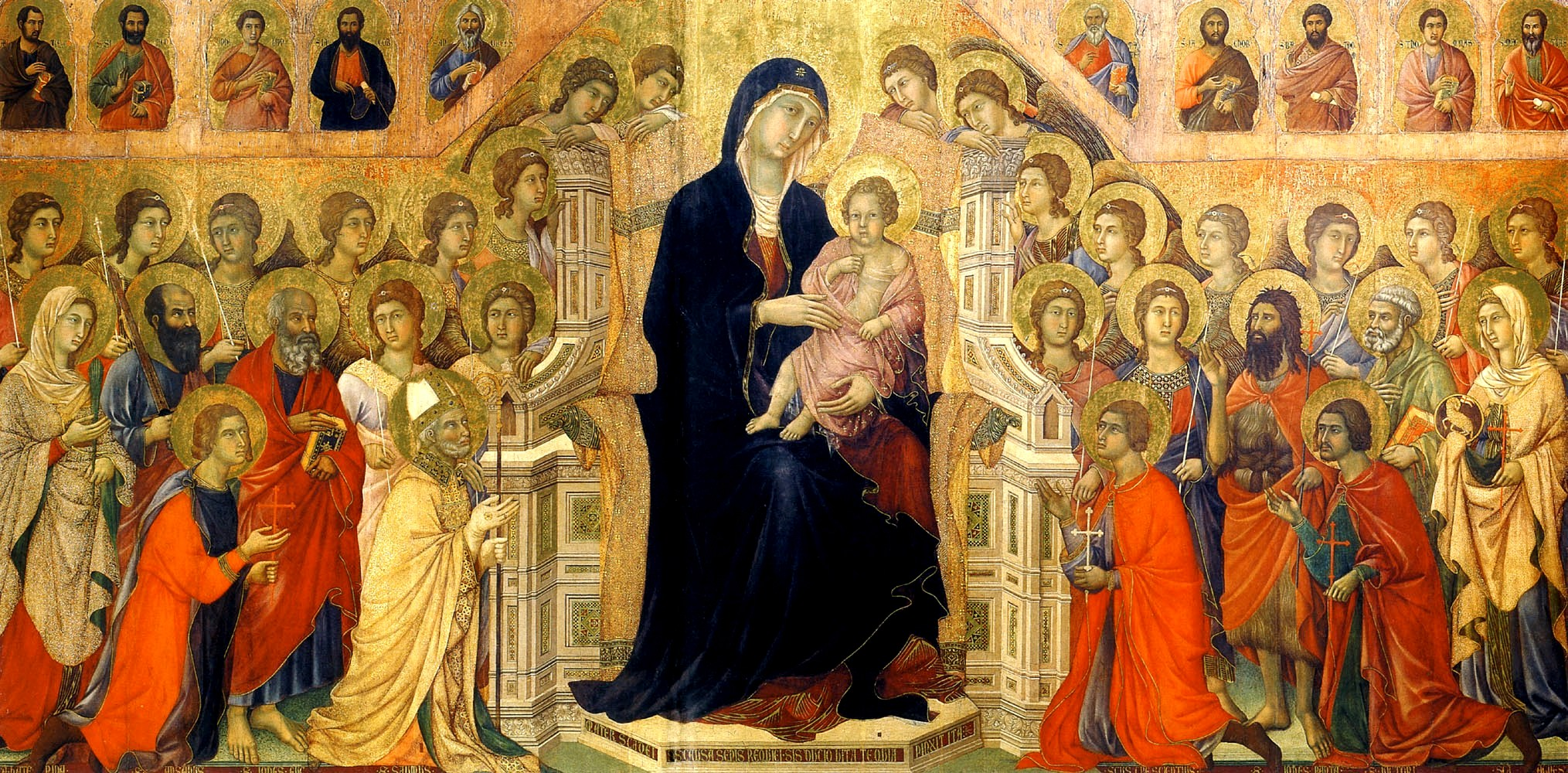
Маэста. 1308—1311. Дерево, темпера, золочение. Музей произведений искусства Собора, Сиена

В главном произведении Дуччо — алтарном образе сиенского собора «Маэста» с изображением Девы Марии в окружении ангелов и святых на лицевой стороне и «Страстей Христа» на оборотной стороне, художник, не порывая с канонами средневекового искусства, стремится к жизненной убедительности бытовых деталей, добивается звучной декоративности цвета, лиричности образа. По рисунку Дуччо в 1288 году был выполнен древнейший в Италии монументальный витраж в круглом окне апсиды сиенского собора.

## Мадонна Ручеллаи

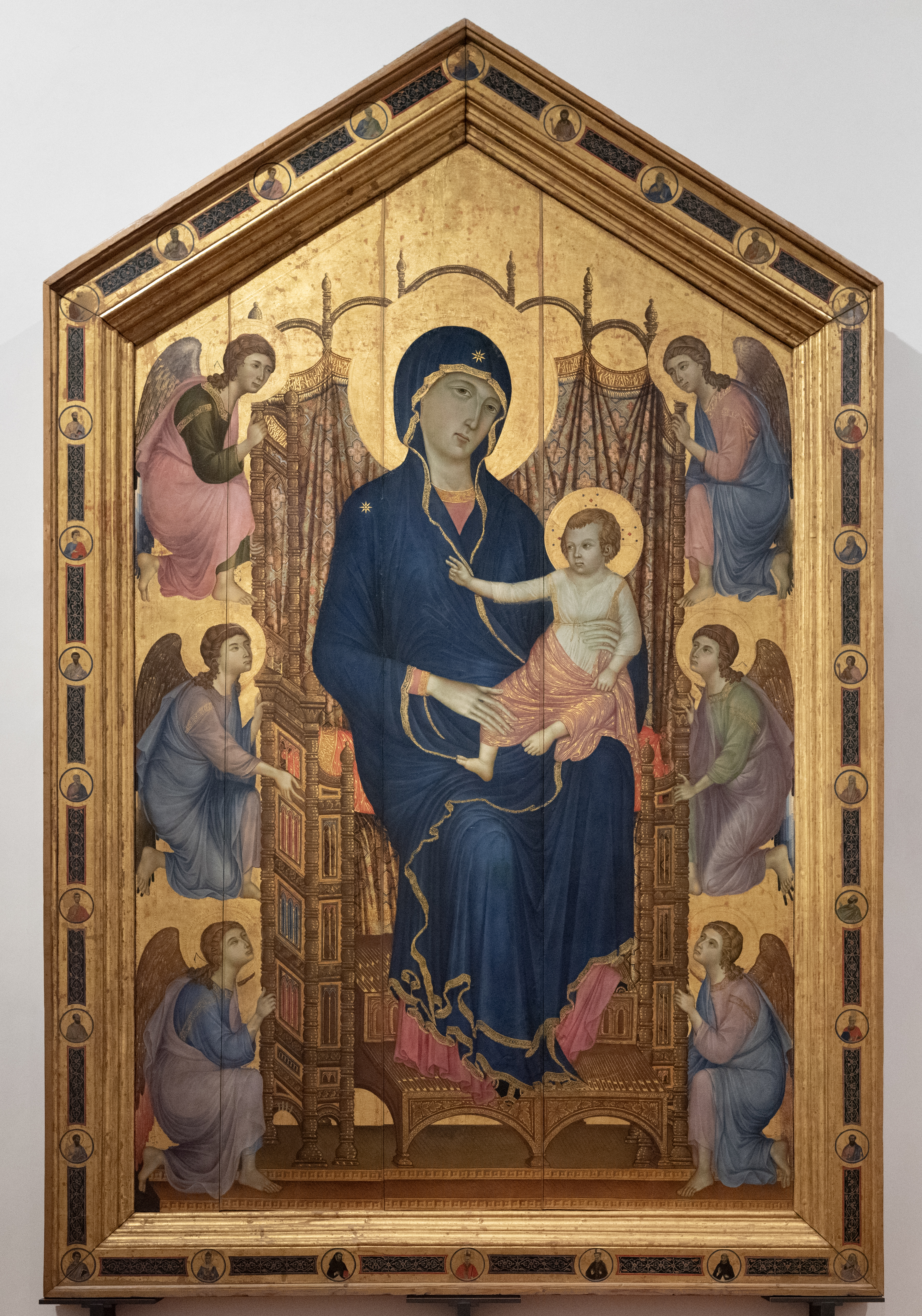
Мадонна Ручеллаи. 1285. Дерево, темпера, золочение. Галерея Уффици, Флоренция

Название этой алтарной картины ведёт своё происхождение от капеллы Ручеллаи в церкви Санта-Мария-Новелла, где она находилась до тех пор, пока её не стали, начиная с 1591 года, переносить с места на место в разные части церкви. Так продолжалось до 1937 года, когда состоялась первая большая выставка посвящённая Джотто, на которую была отправлена картина. После этого «Мадонну Ручеллаи» поместили на хранение в Галерею Уффици. Сохранился документ от 15 апреля 1285 года, в котором сообщается, что братство Лаудези при церкви Санта-Мария-Новелла заказывает Дуччо написать образ во славу Девы Марии. Несмотря на то, что этот документ был опубликован в конце XVIII века, споры вокруг картины долго не утихали. В XV веке считали, что это работа Чимабуэ (эту атрибуцию поддерживал и Вазари). Декорация рамы картины и жест Младенца бесспорно напоминают хранящуюся в Лувре «Маэсту» Чимабуэ. Однако типично готическое сияние красок, золотая кайма на мафории Мадонны были совершенным новшеством. Нетипична и сама иконография картины — ангелы в ней поддерживают трон Мадонны. В спорах об авторстве в пользу Дуччо сыграл аргумент, основанный на изобразительной программе, изложенной на раме картины. Братство Лаудези зародилось внутри Доминиканского ордена в 1244—1245 годах; его целью была борьба с ересями. Образы святых в медальонах на раме «Мадонны Ручеллаи», по мнению учёных, соответствует идейной программе этого братства, которое, согласно документу, и было её заказчиком.
После «Мадонны Ручеллаи» Дуччо написал несколько небольших картин с образом Девы Марии — «Францисканская Мадонна» (23,5х16 см; название связано с тремя монахами-францисканцами, изображёнными возле ног Мадонны), «Мадонна Строганова» (28х20,8 см; она принадлежала графу Григорию Строганову, умершему в Риме в 1910 году), а также маленькая «Маэста» (31,5х22,5см) из бернского Музея искусства. Атрибуция этих небольших произведений вызывали сомнения, потому что Дуччо считался мастером крупного формата. Однако Дуччо много раз расписывал таволетта, которые имеют примерно такой же размер, поэтому владел миниатюрной техникой. Все три изображения Мадонны основаны на византийской иконографии, и во всех трёх можно обнаружить нововведения художника. К этой группе произведений примыкает небольшой «Лондонский Триптих» (61х78см), на центральной панели которого изображена Мадонна с Младенцем в окружении четырёх ангелов, а на боковых створках святые Доминик и Агнесса. Эта работа относится к тому же периоду, что и «Мадонна Строганова», поэтому датируется примерно 1300 годом.
Дуччо приписывают ещё два произведения из Национальной галереи Умбрии. Это «Мадонна с Младенцем», которую атрибутировал в 1911 исследователь Курт Вайгельт, и Полиптих № 28 , который приписал Дуччо итальянский искусствовед Энцо Карли, (но большинство учёных считает, что это работа мастерской художника). В «Мадонне с Младенцем» мафорий уже совсем «готический», Дуччо акцентирует внимание на его «невизантийских» складках, изобразив необычный жест Богомладенца. Специалисты считают, что эта Мадонна является частью полиптиха, который был расформирован.
Последним произведением Дуччо, которое он создал уже после своей знаменитой гигантской «Маэста» из сиенского собора, считается «Полиптих № 47», который раньше находился в Оспедале Санта-Мария делла Скала (1311—1318, Пинакотека, Сиена). Полиптих плохо сохранился, и из всех его частей работе Дуччо приписывают только центральную панель — Мадонну с Младенцем.

## Галерея

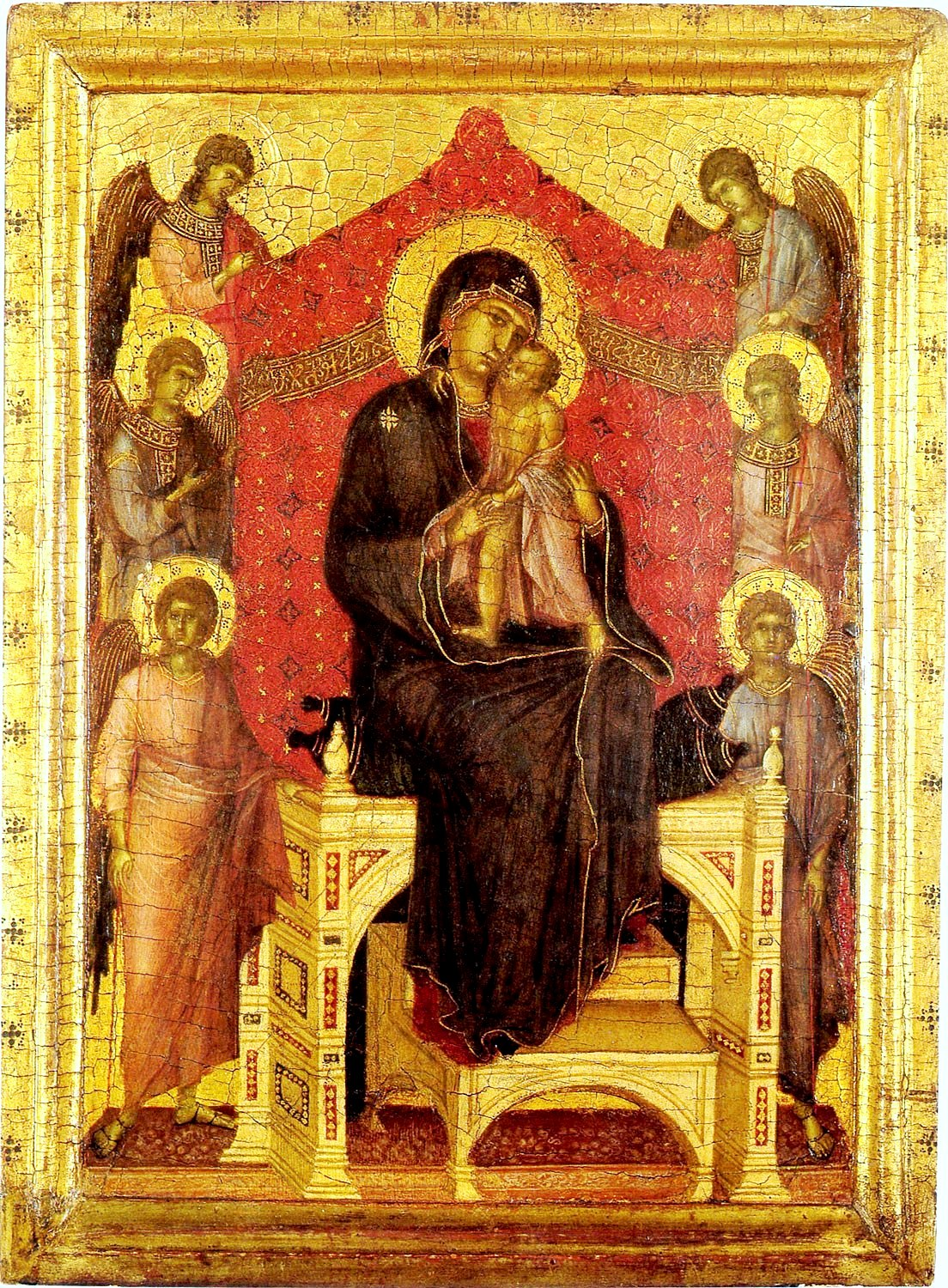
Маэста. Между 1288 и 1300. Дерево, темпера. Музей искусств, Берн
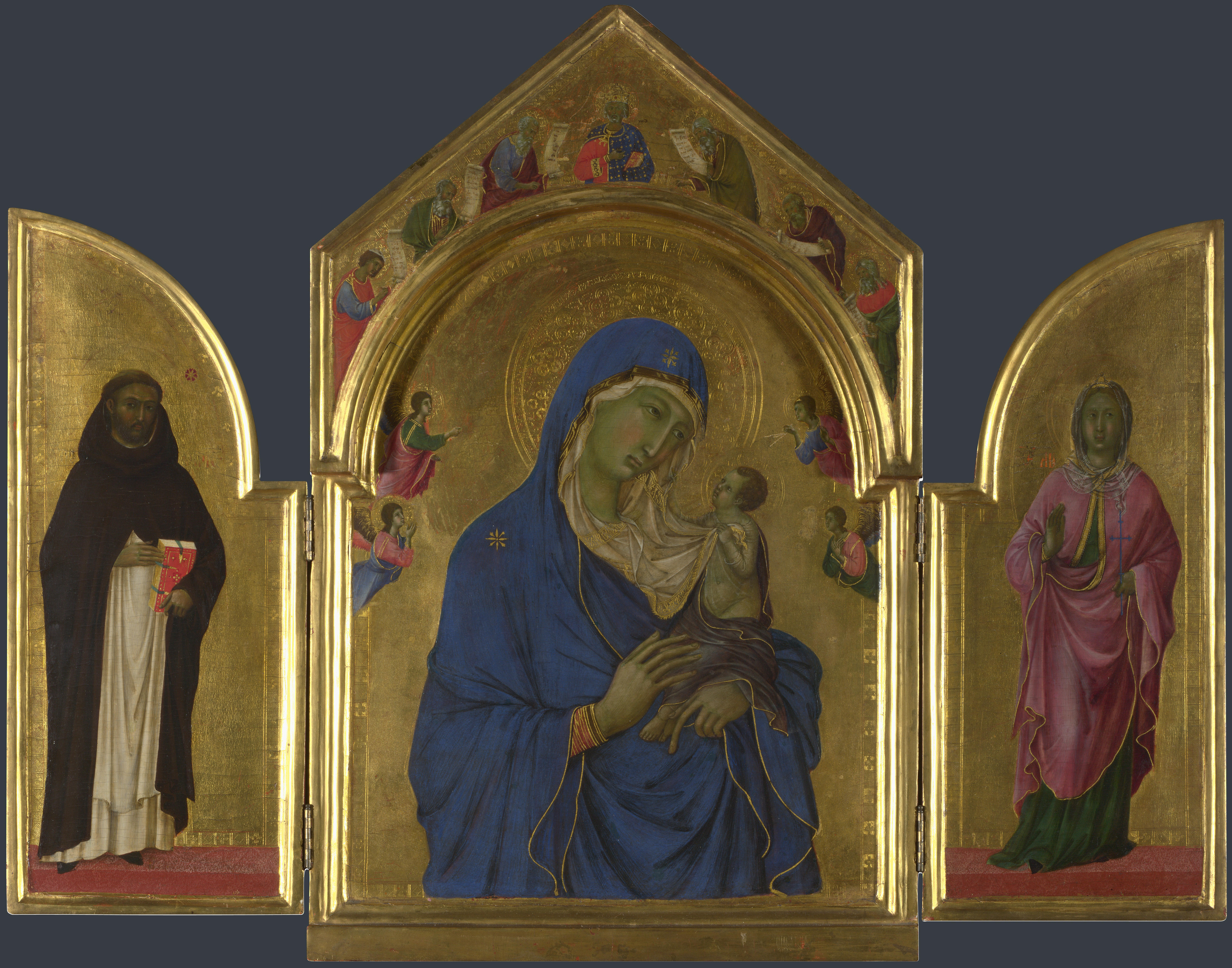
Лондонский Триптих. 1300-1305. Национальная галерея, Лондон
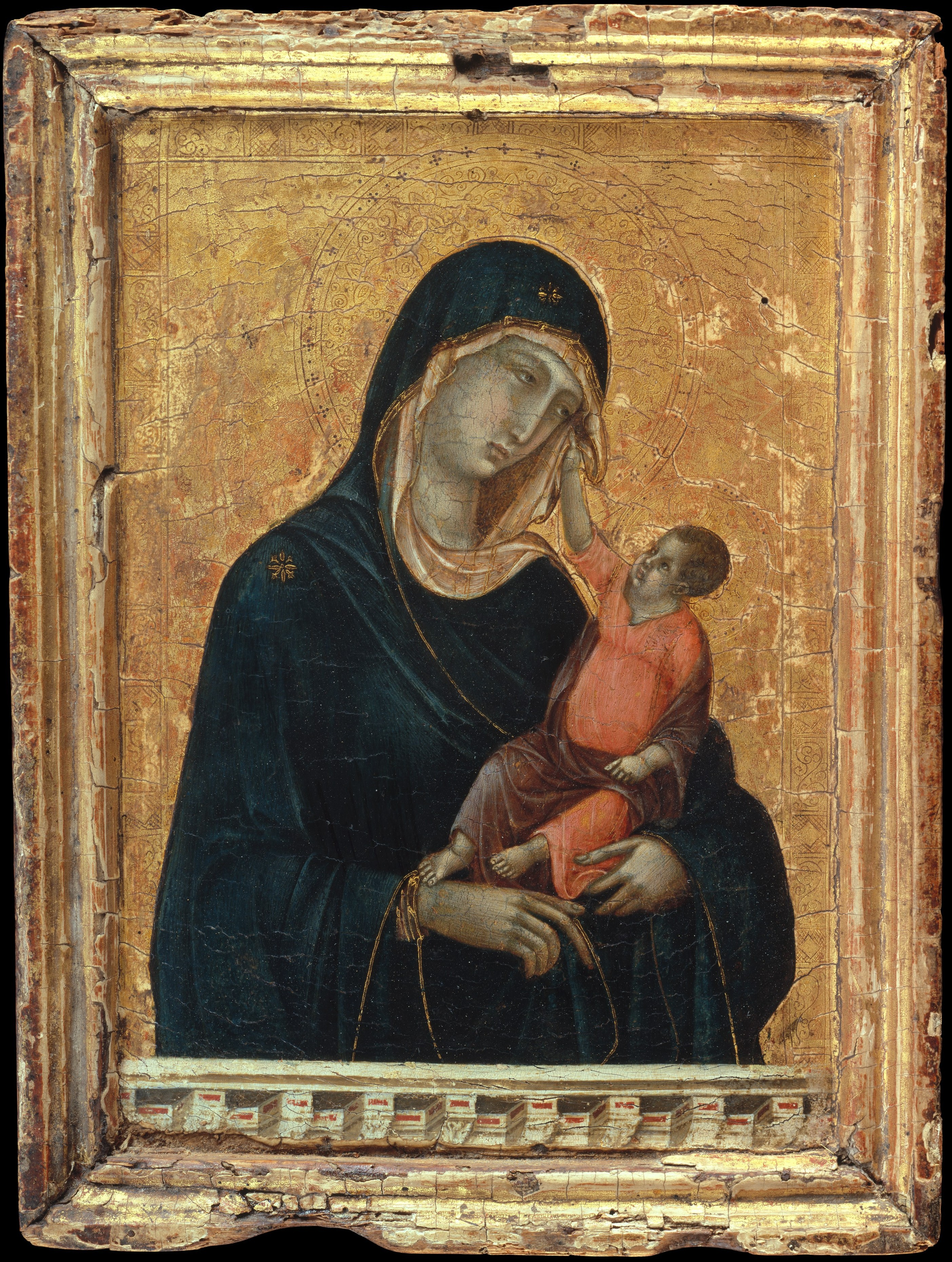
Мадонна Строганова. Ок. 1300. Дерево, темпера, золочение. Метрополитен-музей, Нью-Йорк
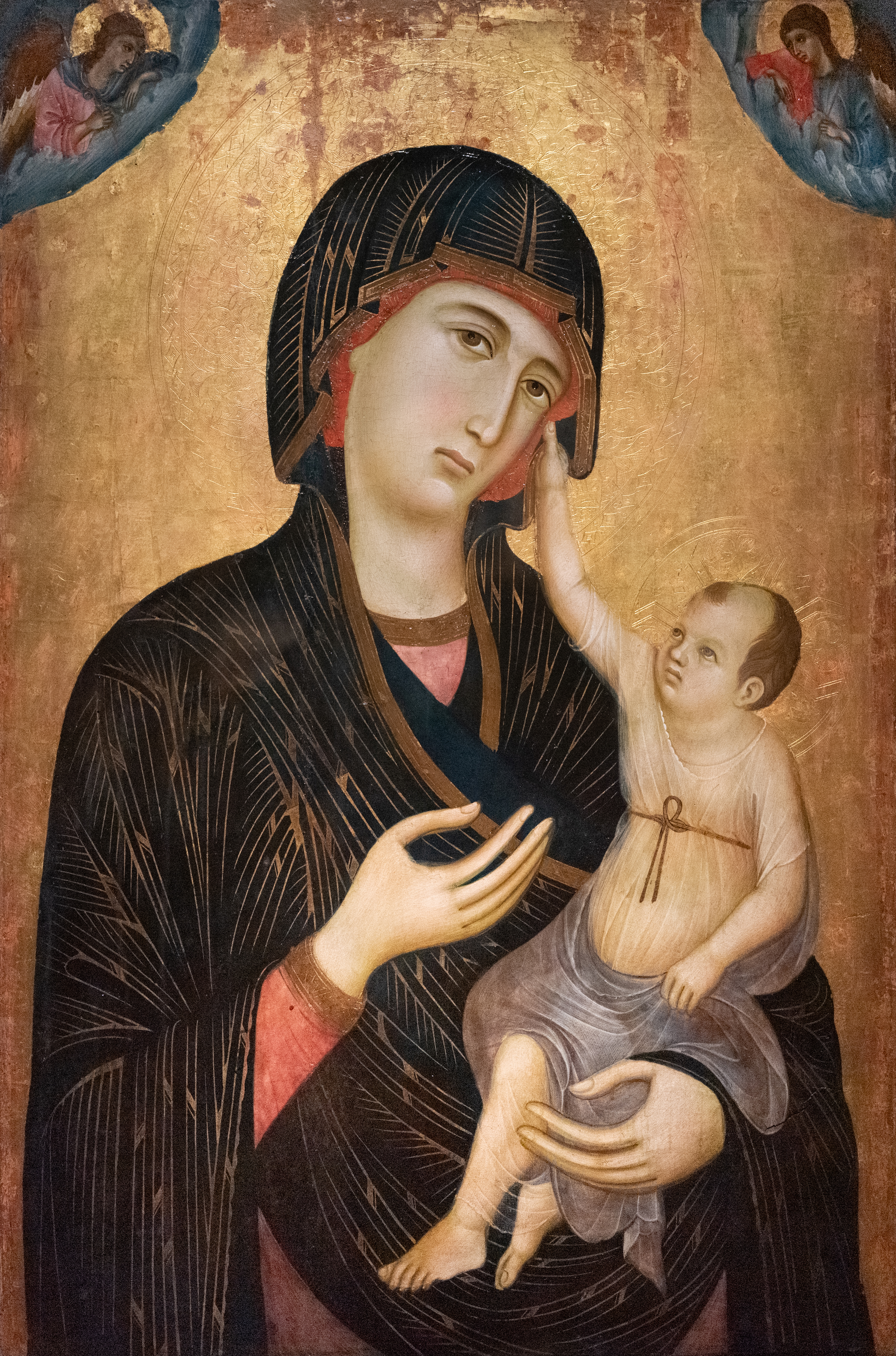
Мадонна Креволе. 1283. Дерево, темпера. Музей произведений искусства Собора, Сиена
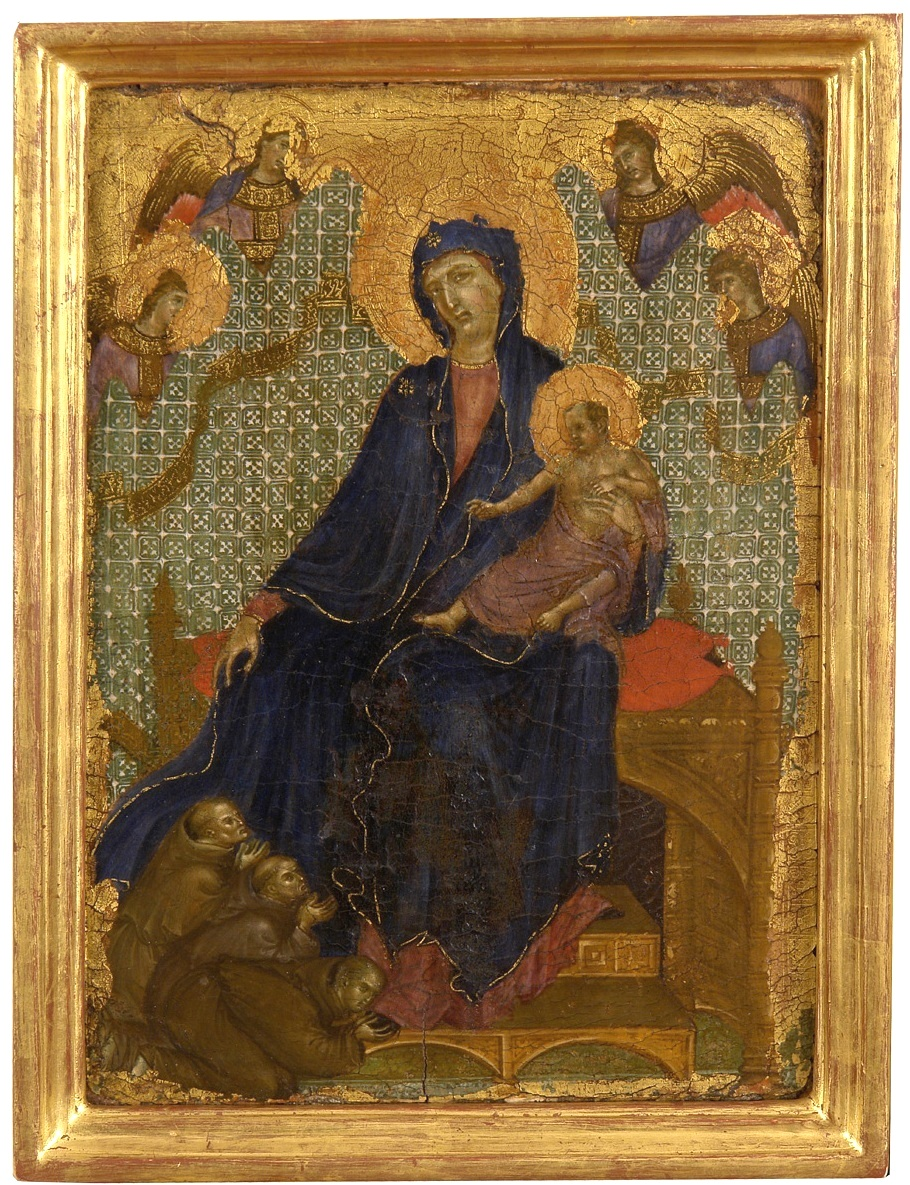
Францисканская Мадонна. Ок. 1300. Дерево, темпера. Пинакотека, Сиена
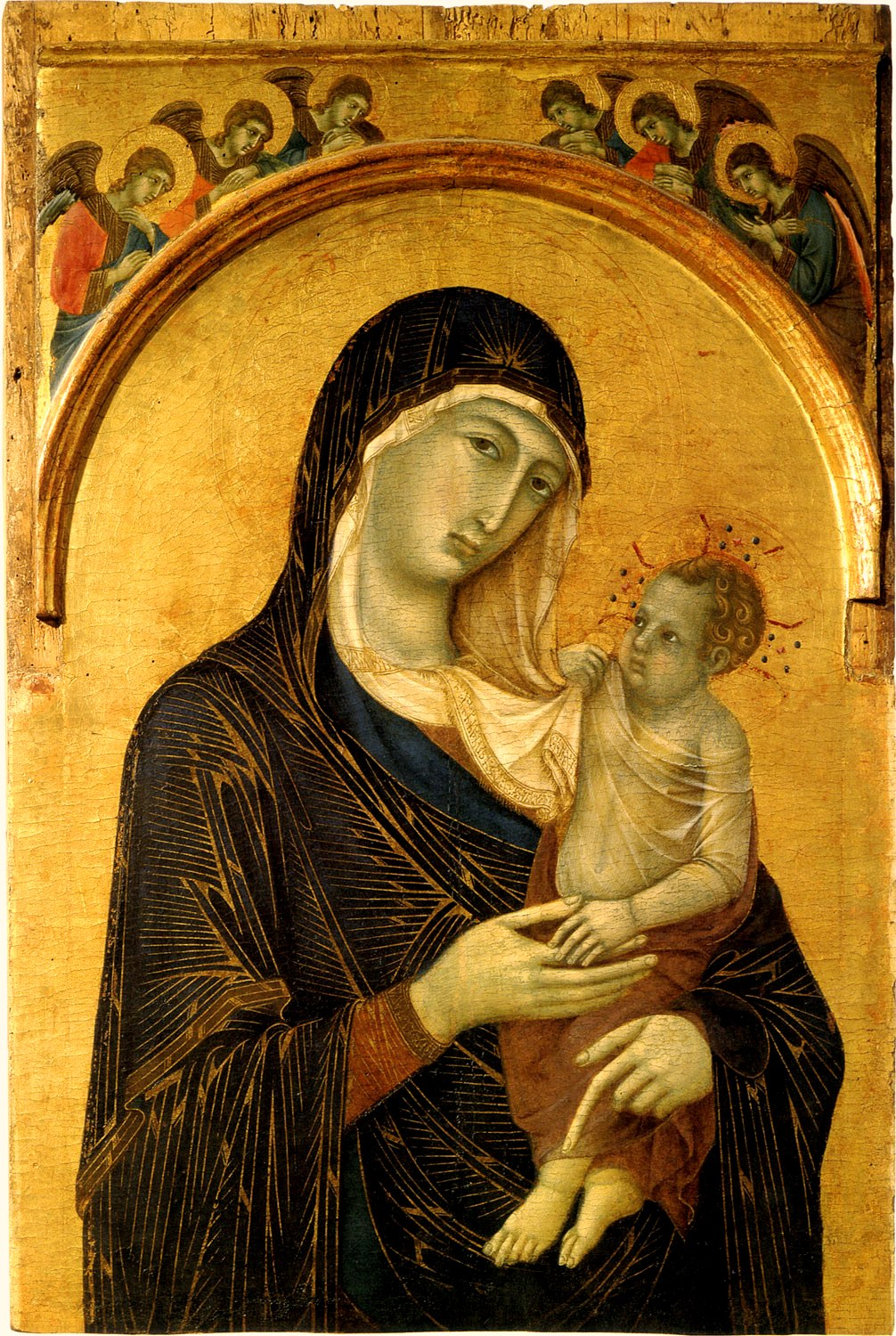
Мадонна с Младенцем. 1300-1305. Дерево, темпера, золочение. Национальная галерея Умбрии, Перуджа